# Steny
Steny (1572 a 1535 m n. m.) je dvouvrcholová hora v Malé Fatře na Slovensku. Jedná se vlastně o poměrně dlouhý úsek hlavního hřebene kriváňské části pohoří mezi vrcholy Hromové (1636 m) a Poludňový grúň (1460 m). Od Hromového je oddělen mělkým Sedlem za Hromovým (asi 1550 m), k Poludňovému grúni hřeben klesá bez znatelného sedla. Západní svahy spadající příkře do horní části Vrátne doliny jsou chráněny v rámci národní přírodní rezervace Chleb. Východní svahy spadají do horní části Šútovské doliny. Nižší severní vrchol (1535 m) ležící asi 0,5 km jižně od Poludňového grúně je od svého jižního protějšku oddělen poměrně výrazným Sedlem v Stenách (1480 m). Vyšší jižní vrchol (1572 m) leží asi 300 m severozápadně od Hromového, od kterého je oddělen již zmíněným Sedlem za Hromovým. Z jihovýchodního úbočí vybíhá do Šútovské doliny krátká klesající rozsocha zakončená vrcholem Úplaz (1450 m). Na východním úbočí se nacházejí Mojžíšove pramene, jejichž voda stéká k Šútovskému vodopádu níže.

## Přístup
- po červené  značce od Poludňového grúně
- po červené  značce ze Sedla za Hromovým